# Xysticus peltiformus
Xysticus peltiformus is een spinnensoort uit de familie van de krabspinnen (Thomisidae).
De wetenschappelijke naam van de soort werd in 2004 gepubliceerd door Feng Zhang, Ming Sheng Zhu en Da-Xiang Song. De soort komt voor in het Taihanggebergte in het noorden van China.